# 카가와 테루유키
카가와 테루유키(일본어: 香川照之, 1965년 12월 7일 ~ )는 일본의 배우이다. 가부키 배우 9대 이치카와 추샤(일본어: 九代目 市川中車)로도 활동 중이다.
아버지는 2대 이치카와 엔오(市川猿翁), 어머니는 하마 유코(浜木綿子), 장남은 5대 이치카와 단고(市川團子)이며 4대 이치카와 엔노스케는 테루유키의 사촌동생이다.

## 출연 작품

### 영화
- 람포 (1994) - 요코미조 세이시 역
- 쌍두의 악마 (1995) - 에가미 지로우 역
- 블랙잭 (1996, OV)- 타츠미 히사히데 역
- 뱀의 길 (1998) - 미야시타 타츠오 역
- 개 달리다 (1998) - 사쿠마 역
- 독립 소년 합창단 (2000) - 세이노 쇼우조우 역
- 소매치기 (2000) - 카모이 역
- 형무소 안에서 (2002) - 이가사 역
- 아름다운 여름 키리시마 (2002) - 토요시마 역
- 붉은 달 (2003) - 모리타 유타로 역
- 북의 영년 (2004) - 모치다 쿠라조 역
- 호텔 비너스 (2004) - 닥터 역
- 철인 28호 (2005) - 타쿠미 레이지 역
- 내일의 기억 (2006) - 카와무라 아츠시 역
- 유레루 (2006) - 하야카와 미노루 역
- 천국의 책방 - 연화 (2006) - 타키모토 역
- 혐오스런 마츠코의 일생 (2006) - 카와지리 노리오 역
- 히어로 (2007)
- 키라사기 미키짱 (2007) - 이치고 무스메 역
- 20세기 소년 (2008-2009) - 요시츠네 역
- 도쿄 소나타 (2008) - 사사키 류헤이 역
- 지지 않는 태양 (2009) - 카즈오 역
- 우리 의사 선생님 (2009)
- 골든 슬럼버 (2010) - 사사키 이치타로 역
- 원피스 12기 극장판 film Z (2012) - 빈즈 역
- 열쇠도둑의 방법 (2012) - 콘도 / 야마자키 신이치로 역
- 모즈 (2015)
- 크리피: 일가족 연쇄 실종 사건 (2016) - 니시노 역

### 드라마
- 대하드라마 (NHK)
  - 카스가노츠보네 (1989년) - 고바야카와 히데아키 역
  - 8대 쇼군 요시무네 (1995년) - 마츠다이라 타케모토 역
  - 아오이 도쿠가와 삼대 (2000년) - 우키다 히데이에 역
  - 토시이에와 마츠~카가 백만석 이야기~ (2002년) - 도요토미 히데요시 역
  - 공명의 갈림길 (2006년) - 로쿠헤이타 역
  - 료마전 (2010년) - 이와사키 야타로 역 및 나레이션 담당
- 오니히라 범과장 (1989)
- 야망의 나라 (1989)
- 귀평범과장 (1989)
- 살아가는 세상살이 원수천지 (1990-1991)
- 여자는 배짱 (1992) - 사카타 케스케 역
- 내가 사랑한 울트라 세븐 (1993) - 이치카와 모리이치 역
- 유키 (1993) - 나카지마 히로코의 연인 역
- 아카짱이 왔다 (1994)
- BLACK OUT (1995)
- 어느 날, 폭풍처럼 (2001)
- 기묘한 이야기 (2002)
- 구명병동 24기 3기 (2005) - 쿠로키 하루마사 역
- 언페어 (2006) - 사토 카즈오 역
- 시마네의 변호사 (2007) - 아키타 료이치 역
- 미스터 브레인 (2009) - 탄바라 토모미 역
- 언덕 위의 구름 (2009-2010) - 마사오카 시키 역
- W의 비극 (2010)
- 신참자 (2010) - 타쿠라 신이치 역
- 외교관 쿠로다 코사쿠 (2011) - 시모무라 타케시 역
- 더블 페이스 잠입 수사편 (2012) - 타카야마 료스케 역
  - 더블 페이스 위장 경찰편 (2012) - 주연·타카야마 료스케 역
- 한자와 나오키 (2013) - 오오와다 아키라 역
- 유성왜건 (2015)
- 99.9 -형사전문 변호사- 시즌1 (2016) - 사다 아츠히로 역
- 몽타주 3억엔 사건 기담 (2016)
- 스니퍼 후각수사관 (2016)
- 99.9 -형사전문 변호사- 시즌2 (2018) - 사다 아츠히로 역